# Karl Orthuber

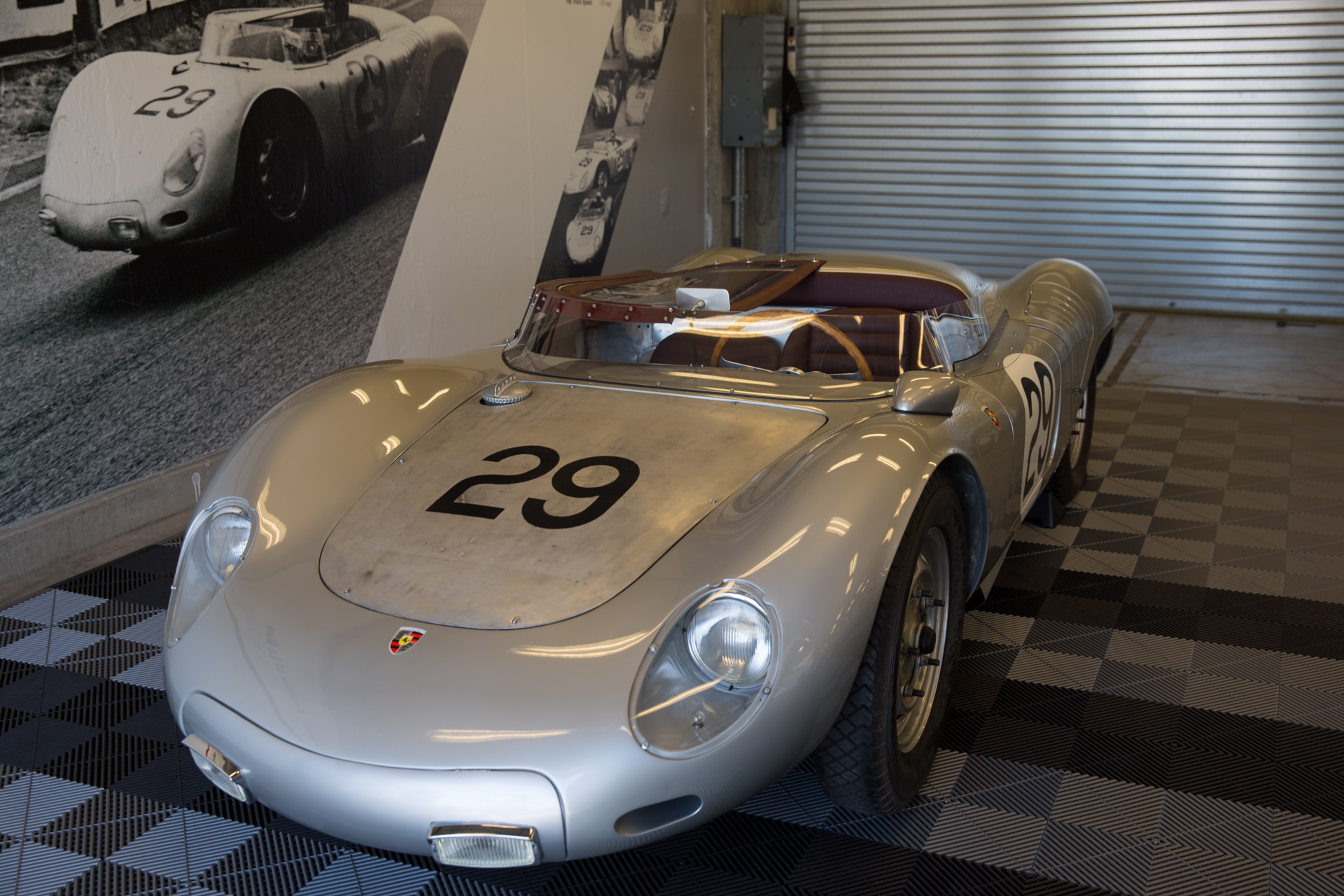
Auf einem Porsche 718 wurde Karl Orthuber Gesamtzweiter beim 4-Stunden-Rennen von Pescara 1961

Karl Orthuber (* 24. März 1928; † 8. Oktober 2009 in Neunkirchen) war ein ehemaliger österreichischer Autorennfahrer und Unternehmer.

## Karriere als Rennfahrer
Karl Orthuber, der in einigen Publikationen falsch als Deutscher benannt wird, fuhr in den 1960er-Jahren sporadisch Autorennen. Er wurde österreichischer Staatsmeister im Tourenwagensport und bestritt viele Flugplatzrennen. 1961 kam er überraschend zu einem Porsche-Werkseinsatz in der Sportwagen-Weltmeisterschaft. Beim 4-Stunden-Rennen von Pescara 1961 war der international völlig unbekannte Orthuber Partner von Edgar Barth im Porsche 718 RS. Hinter Lorenzo Bandini und Giorgio Scarlatti, die in einem Ferrari 250TRI der Scuderia Centro Sud ins Renne gingen, wurden Orthuber und Barth Gesamtzweite.

## Unternehmer
Das Autohaus Orthuber ist eine der ältesten Autowerkstätten Österreichs. 1900 gründete Carl Orthuber, der Großvater, im niederösterreichischen Schottwien ein Kaufhaus mit einer kleinen Reparaturwerkstatt. Dessen Sohn, Karl Orthubers Vater, machte 1927 aus dem Kaufhaus eine Kfz-Werkstätte. 1951 wurde Orthuber Volkswagen-Vertragshändler und expandierte in den folgenden Jahrzehnten westlich und östlich des Semmerings. Es entstanden Standorte in Mürzzuschlag, Langenwang, Neunkirchen und Gloggnitz. 1983 wurde ein eigenes Kleinkraftwerk eröffnet, das in der Gegenwart den umfangreichen Einstieg in die E-Mobilität ermöglicht. Nach dem Rückzug von Karl Orthuber ging 2000 die Geschäftsleitung auf seine Kinder über.
Er starb im Oktober 2009.

## Statistik

### Einzelergebnisse in der Sportwagen-Weltmeisterschaft
| Saison | Team    | Rennwagen   | 1   | 2   | 3   | 4   | 5   |
| ------ | ------- | ----------- | --- | --- | --- | --- | --- |
| 1961   | Porsche | Porsche 718 | SEB | TAR | NÜR | LEM | PES |
| 1961   | Porsche | Porsche 718 |     | 2   |     |     |     |